# Раменка (приток Яузы)

Ра́менка — река в городском округе Клин Московской области России, левый приток Яузы.
Длина реки — 22 км, площадь водосборного бассейна — 93 км², по другим данным, длина — 20 км, площадь водосбора — 98 км². Берёт начало у села Троицкого, устье у села Воздвиженского. Имеет левый прток — реку Чернявку. Река не представляет интереса для туристов, поскольку 6 км её нижнего течения заняты огромными рыборазводными прудами созданного в 1965 году рыбхоза «Клинский», вдоль остального течения Раменки проложено асфальтированное шоссе.
Равнинного типа, питание преимущественно снеговое. Замерзает обычно в середине ноября, вскрывается в середине апреля:7—8. На реке расположены населённые пункты Троицкое, Макшеево, Третьяково, Хлыниха, Васильково, Подорки, Крутцы, Новоселки и Воздвиженское.
По данным Государственного водного реестра России, относится к Верхневолжскому бассейновому округу. Речной бассейн — (Верхняя) Волга до Куйбышевского водохранилища (без бассейна Оки), речной подбассейн — бассейны притоков (Верхней) Волги до Рыбинского водохранилища, водохозяйственный участок — Волга от города Твери до Иваньковского гидроузла (Иваньковское водохранилище).